# Cunhinga
Cunhinga – miasto w Angoli, w prowincji Bié.